# Pseudolimnophila (Pseudolimnophila) subhonesta
Pseudolimnophila (Pseudolimnophila) subhonesta is een tweevleugelige uit de familie steltmuggen (Limoniidae). De soort komt voor in het Oriëntaals gebied.